# Friedrich August (Oldenburg, Herzog)

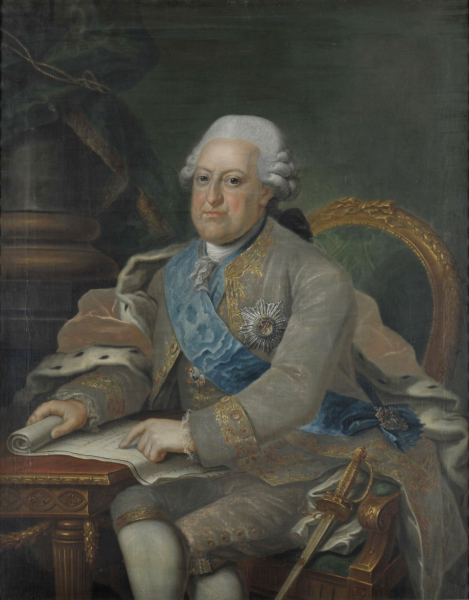
Friedrich August von Schleswig-Holstein-Gottorf

Friedrich August von Schleswig-Holstein-Gottorf (* 20. September 1711 in Schloss Gottorf, Schleswig; † 6. Juli 1785 in Oldenburg) war Fürstbischof von Lübeck und später Herzog von Oldenburg aus dem Hause Schleswig-Holstein-Gottorf.

## Familie
Friedrich August wurde als dritter Sohn und sechstes Kind des Holsteiner Herzogs und Lübecker Fürstbischofs Christian August (1673–1726) und der Prinzessin Albertine Friederike von Baden-Durlach (1682–1755) geboren. Seine älteste Schwester Hedwig (1705–1764) wurde Fürstäbtissin des Stiftes Herford, sein ältester Bruder Karl August (1797–1727) folgte dem Vater als Fürstbischof nach und war mit Elisabeth, einer Tochter von Peter dem Großen, verlobt. Er starb allerdings noch vor der Hochzeit in Sankt Petersburg. Sein älterer Bruder Adolph Friedrich (1710–1771) wurde damit von 1727 bis 1750 Fürstbischof von Lübeck und wurde 1751 König von Schweden. Seine Schwester Johanna Elisabeth (1712–1760) heiratete Christian August von Anhalt-Zerbst und war die Mutter von Sophie Auguste Friederike von Anhalt-Zerbst (1729–1796), der späteren Kaiserin Katharina II. von Russland. Sein jüngerer Bruder Georg Ludwig (1719–1763) war kaiserlich-russischer Generalfeldmarschall und der Vater des späteren Herzogs Peter Friedrich Ludwig von Holstein-Oldenburg (1755–1829).

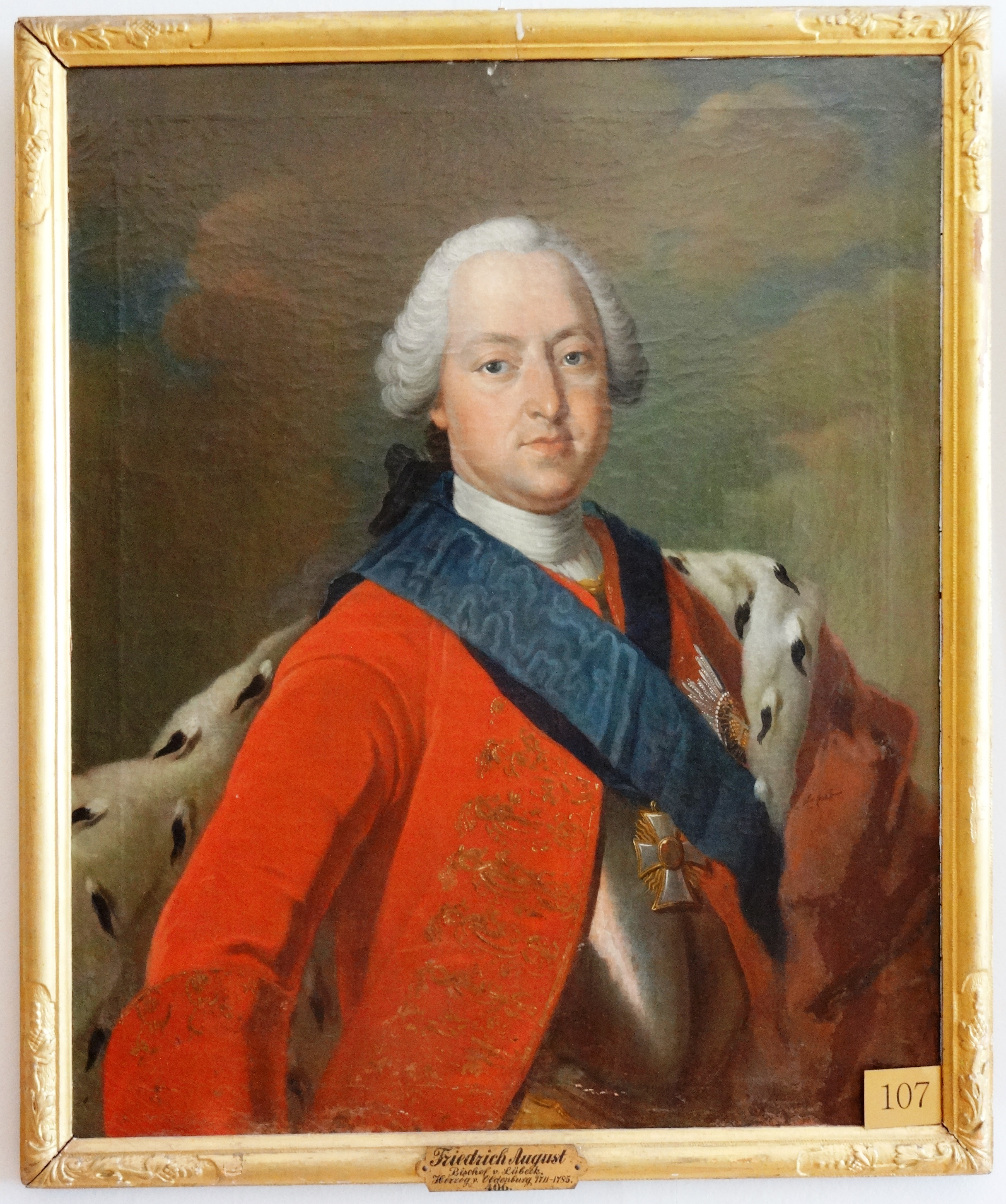
Friedrich August als junger Mann, zeitgenössisches Gemälde, Schloss Eutin

## Leben
Friedrich August wurde 1734 von seinem Neffen väterlicherseits, dem regierenden Herzog Karl Friedrich (1700–1739), in Kiel zum Generalkriegskommissar ernannt, der für die Ausrüstung, Bewaffnung und Besoldung der holsteinisch-gottorpischen Truppen verantwortlich war. Außerdem bestimmte Karl Friedrich ihn testamentarisch zum Vormund seines Sohnes Karl Peter Ulrich (1728–1762), dem späteren Zaren Peter III. und Enkel von Peter dem Großen, und damit auch zum Administrator des Herzogtums Holstein-Gottorp bis zur Volljährigkeit seines Sohnes. Als Herzog Karl Friedrich 1739 starb, unterdrückte Friedrich Augusts Bruder, der Fürstbischof Adolf Friedrich, das Testament und machte sich selbst zum Administrator des Herzogtums sowie zum Vormund von Karl Peter Ulrich. Friedrich August verließ daraufhin Kiel, erwarb ein bislang preußisches Infanterieregiment in den Niederlanden und wurde als Chef dieses Regiments von den niederländischen Generalstaaten zum Oberst, später zum General der Infanterie ernannt. Als Chef führte er dieses Regiment nicht, sondern kam für den Sold zunächst eines Bataillons, später nur noch der Leibkompanie bis zu seinem Lebensende auf; sein Stellvertreter, ein Oberstleutnant, führte das Regiment u. a. im Österreichischen Erbfolgekrieg.
Karl Peter Ulrich, der 1742 als Großfürst Peter von seiner kinderlosen Tante Kaiserin Elisabeth I. von Russland zum russischen Thronfolger bestimmt worden war, heiratete 1745 die Anhalt-Zerbstische Prinzessin Sophie, die nun Großfürstin Katharina hieß. Friedrich August reiste zu dieser Hochzeit nach Sankt Petersburg und erreichte seine Bestallung als russischer Statthalter des Herzogtums Holstein-Gottorp in Kiel. 1743 wurde sein Bruder Adolf Friedrich schwedischer Thronfolger und Friedrich August wurde zusätzlich zum Koadjutor des Hochstifts Lübeck gewählt. Als sein Bruder 1751 König von Schweden wurde und auf seine Gottorper Rechte verzichtete, folgte ihm Friedrich August schließlich offiziell als Fürstbischof von Lübeck mit der Residenz in Eutin nach. Die Statthalterschaft in Kiel übernahm Großfürst Peter.
Nach dem Tod von Kaiserin Elisabeth I. 1762 wurde Großfürst Peter als Peter III. Kaiser von Russland. Er wurde jedoch nach nur sechs Monaten von seiner Ehefrau Katharina gestürzt. Der jüngere Bruder von Friedrich August, Georg Ludwig, war von Katharina II. zum Statthalter des Herzogtums Holstein-Gottorp ernannt worden, starb aber bald nach seinem Amtsantritt in Kiel. Katharina ernannte daraufhin Friedrich August zum zweiten Mal zum dortigen russischen Statthalter.
Um die russische Dominanz im Ostseeraum zu sichern, betrieb Katharina II. in der Folge den Interessenausgleich zwischen Russland und Dänemark. Sie bot Dänemark den Verzicht auf die von der älteren Holstein-Gottorfschen Linie regierten herzoglichen Anteile Holsteins an, um Dänemark aus seiner Verbindung mit Frankreich zu lösen, womit Dänemark der Besitz Schleswig-Holsteins bis zur Elbe mit Ausnahme des Hochstifts Lübeck ermöglicht wurde. Die dänische Gegenleistung waren umfangreiche Geldzahlungen und der Verzicht auf die ererbten Grafschaften Oldenburg und Delmenhorst. Ein Präliminarvertrag von 1767 zeichnete den sog. Gottorper Tausch vor, der nach der Volljährigkeit des Sohnes von Katharina, Großfürst Paul, mit dem Definitiv-Vertrag von Zarskoje Selo von 1773 vollzogen wurde. Damit endete für Oldenburg die 106-jährige reichsferne Regentschaft aus Dänemark. 1774 erhob Kaiser Joseph II. Oldenburg zum Herzogtum.
Friedrich August wurde der erste Herzog von Oldenburg. Hintergrund war das Bestreben Katharinas, auch der jüngeren Gottorper Linie zu einem soliden und anständigen Etablissement zu verhelfen. Entsprechend entfiel seine Kieler Statthalterschaft. Am 14. Dezember 1773 nahm Friedrich August im Oldenburger Schloss die Huldigung der Abordnungen seiner neuen Untertanen entgegen. Friedrich August residierte jedoch nicht in Oldenburg, sondern blieb in seiner fürstbischöflichen Residenz im holsteinischen Eutin, wo er den Jagdpavillon am Ukleisee erbauen ließ und wo nach seinem Tod noch das herzogliche Witwenpalais für seine Witwe errichtet wurde. Jedoch besuchte die herzogliche Familie etwa alle zwei Jahre das Oldenburger Land, wobei auch Außenposten wie Landwürden Besuche abgestattet wurden.
An die Spitze der Landesverwaltung in Oldenburg wurde Friedrich Levin von Holmer berufen. Im Sinne des Aufgeklärten Absolutismus versuchte die herzogliche Verwaltung, durch soziale (Witwen- und Waisenkasse, 1779) und administrative Maßnahmen (Abschaffung der Folter und Zensur, Verbesserung des Lotsen- und Vermessungswesens) die Landeswohlfahrt zu beleben und die Grundlagen einer staatlichen Verkehrs- und Wirtschaftspolitik zu legen. Friedrich August gewann bald als „guter, alter Herr“ das Vertrauen seiner oldenburgischen Untertanen, zumal er sich mit den Landbewohnern gerne plattdeutsch unterhielt. Seine persönlichen Vorlieben galten militärischen und botanisch-forstlichen Fragen. Er war ein Anhänger Friedrichs II. von Preußen und dessen Politik und pflegte enge verwandtschaftliche Kontakte zur Zarenfamilie. Friedrich August starb am 6. Juli 1785 bei einem Spazierritt über die geschleiften Oldenburger Wälle und wurde in der Gottorpschen Fürstenkapelle des Lübecker Domes beigesetzt.

## Ehe und Nachkommen
Am 21. November 1752 heiratete er Ulrike Friederike Wilhelmine von Hessen-Kassel in Kassel. Insgesamt hatte das Paar drei Kinder:
- Peter Friedrich Wilhelm (* 3. Januar 1754; † 2. Juli 1823); er lebte nach der Feststellung  seiner Regierungsunfähigkeit bis 1823 unter der persönlichen Vormundschaft des Königs von Dänemark auf Schloss Plön.
- Luise Caroline (* 2. Oktober 1756; † 31. Juli 1759)
- Hedwig Elisabeth Charlotte (* 22. März 1759; † 20. Juni 1818): Sie heiratete 1774 Karl Herzog von Södermannland, den späteren König Karl XIII. von Schweden und Sohn ihres Onkels Adolf Friedrich.

## Nachfolge
Friedrich Augusts Sohn Peter Friedrich Wilhelm wurde 1774 wegen Schizophrenie und religiöser Wahnvorstellungen für regierungsunfähig erklärt. In seinem Testament vom 4. April 1777 bestimmte Friedrich August daher seinen Neffen Peter Friedrich Ludwig, Sohn seines Bruders Georg Ludwig, zum Vormund für seinen Sohn sowie zum Koadjutor von Lübeck und zum Administrator des Herzogtums Oldenburg. Diese Nachfolge wurde 1777 in einem Familienvertrag von Russland und Dänemark bestätigt. Als Landesadministrator erhielt Peter Friedrich Ludwig alle Rechte eines regierenden Landesherrn und nahm erst nach dem Tod Peter Friedrich Wilhelms den Herzogtitel als Peter I. an.

## Auszeichnungen
- Orden des Heiligen Andreas des Erstberufenen

## Vorfahren
|  |                                                                |  |  |  |  |  |  |  |  |  |  |  |  |
|  | Friedrich III. von Schleswig-Holstein-Gottorf (1597–1659)      |  |  |  |  |  |  |  |  |  |  |  |  |
|  |                                                                |  |  |  |  |  |  |  |  |  |  |  |  |
|  |                                                                |  |  |  |  |  |  |  |  |  |  |  |  |
|  | Christian Albrecht von Schleswig-Holstein-Gottorf (1641–1695)  |  |  |  |  |  |  |  |  |  |  |  |  |
|  |                                                                |  |  |  |  |  |  |  |  |  |  |  |  |
|  |                                                                |  |  |  |  |  |  |  |  |  |  |  |  |
|  | Maria Elisabeth von Sachsen (1610–1684)                        |  |  |  |  |  |  |  |  |  |  |  |  |
|  |                                                                |  |  |  |  |  |  |  |  |  |  |  |  |
|  |                                                                |  |  |  |  |  |  |  |  |  |  |  |  |
|  | Christian August von Schleswig-Holstein-Gottorf (1673–1726)    |  |  |  |  |  |  |  |  |  |  |  |  |
|  |                                                                |  |  |  |  |  |  |  |  |  |  |  |  |
|  |                                                                |  |  |  |  |  |  |  |  |  |  |  |  |
|  | Friedrich III. König von Dänemark (1609–1670)                  |  |  |  |  |  |  |  |  |  |  |  |  |
|  |                                                                |  |  |  |  |  |  |  |  |  |  |  |  |
|  |                                                                |  |  |  |  |  |  |  |  |  |  |  |  |
|  | Friederike Amalie von Dänemark (1649–1704)                     |  |  |  |  |  |  |  |  |  |  |  |  |
|  |                                                                |  |  |  |  |  |  |  |  |  |  |  |  |
|  |                                                                |  |  |  |  |  |  |  |  |  |  |  |  |
|  | Sophie Amalie von Braunschweig-Calenberg (1628–1685)           |  |  |  |  |  |  |  |  |  |  |  |  |
|  |                                                                |  |  |  |  |  |  |  |  |  |  |  |  |
|  |                                                                |  |  |  |  |  |  |  |  |  |  |  |  |
|  | Friedrich August                                               |  |  |  |  |  |  |  |  |  |  |  |  |
|  |                                                                |  |  |  |  |  |  |  |  |  |  |  |  |
|  |                                                                |  |  |  |  |  |  |  |  |  |  |  |  |
|  | Friedrich VI. von Baden-Durlach, (1617–1677)                   |  |  |  |  |  |  |  |  |  |  |  |  |
|  |                                                                |  |  |  |  |  |  |  |  |  |  |  |  |
|  |                                                                |  |  |  |  |  |  |  |  |  |  |  |  |
|  | Friedrich VII. Magnus von Baden-Durlach (1647–1709)            |  |  |  |  |  |  |  |  |  |  |  |  |
|  |                                                                |  |  |  |  |  |  |  |  |  |  |  |  |
|  |                                                                |  |  |  |  |  |  |  |  |  |  |  |  |
|  | Christine Magdalena von Pfalz-Zweibrücken-Kleeburg (1616–1662) |  |  |  |  |  |  |  |  |  |  |  |  |
|  |                                                                |  |  |  |  |  |  |  |  |  |  |  |  |
|  |                                                                |  |  |  |  |  |  |  |  |  |  |  |  |
|  | Albertine Friederike von Baden-Durlach (1682–1755)             |  |  |  |  |  |  |  |  |  |  |  |  |
|  |                                                                |  |  |  |  |  |  |  |  |  |  |  |  |
|  |                                                                |  |  |  |  |  |  |  |  |  |  |  |  |
|  | Friedrich III. von Schleswig-Holstein-Gottorf (1597–1659)      |  |  |  |  |  |  |  |  |  |  |  |  |
|  |                                                                |  |  |  |  |  |  |  |  |  |  |  |  |
|  |                                                                |  |  |  |  |  |  |  |  |  |  |  |  |
|  | Augusta Maria von Schleswig-Holstein-Gottorf (1649–1728)       |  |  |  |  |  |  |  |  |  |  |  |  |
|  |                                                                |  |  |  |  |  |  |  |  |  |  |  |  |
|  |                                                                |  |  |  |  |  |  |  |  |  |  |  |  |
|  | Maria Elisabeth von Sachsen (1610–1684)                        |  |  |  |  |  |  |  |  |  |  |  |  |
|  |                                                                |  |  |  |  |  |  |  |  |  |  |  |  |
|  |                                                                |  |  |  |  |  |  |  |  |  |  |  |  |

Anmerkung: Aufgrund von innerfamiliären Hochzeiten sind Friedrich III. von Schleswig-Holstein-Gottorf und seine Frau Maria Elisabeth gleich zweifache Ur-Großeltern von Friedrich August (Ahnenverlust).